# Uppsala domkyrkas skattkammare
Uppsala domkyrkas skattkammare är ett museum i Uppsala domkyrka. Skattkammaren är belägen i domkyrkans norra torn och nås via hiss från informationsdisken vid kyrkans huvudentré. 
I museet förvaras bland annat konungarna Gustav Vasa och Johan III och deras drottningars begravningsregalier. Skattkammaren håller även en samling av medeltida textilier. I samlingarna finns bland annat flera biskopsskrudar samt de kläder som bars av Svante Sture den yngre och hans söner Nils Svantesson Sture och Erik Svantesson Sture under deras avrättning 1567. Ett av skattkammarens mest kända utställningsföremål är Drottning Margaretas klänning, världens enda bevarade medeltida festklänning.